# Kościół w Lärbro
Kościół w Lärbro – świątynia należąca do diecezji Visby Kościoła Szwecji. Znajduje się w północnej części Gotlandii.

## Architektura
Elementem czyniącym kościół w Lärbro wyjątkową budowlą jest stojąca od strony zachodniej wieża, zbudowana na podstawie ośmioboku. Poza nią w skład świątyni wchodzą: nawa, węższe od niej prezbiterium oraz dostawiona od północy zakrystia. Do obecnej budowli włączono niektóre elementy wcześniejszego kościoła romańskiego. Obecną nawę i prezbiterium ukończono pod koniec XIII wieku, zaś wieżę nieco później – w latach 40. XIV wieku. Górna część wieży została zniszczona podczas burzy w 1522 roku. W wyniku tego rozebrano najwyższą jej kondygnację i pobudowano obecną wraz z iglicą. Potężne przypory dodano w nieznanym czasie, ale raczej nie w średniowieczu. Portale w nawie i prezbiterium od strony południowej posiadają rzeźbione zdobienia. Otwory okienne są ostrołukowe.

## Wnętrze

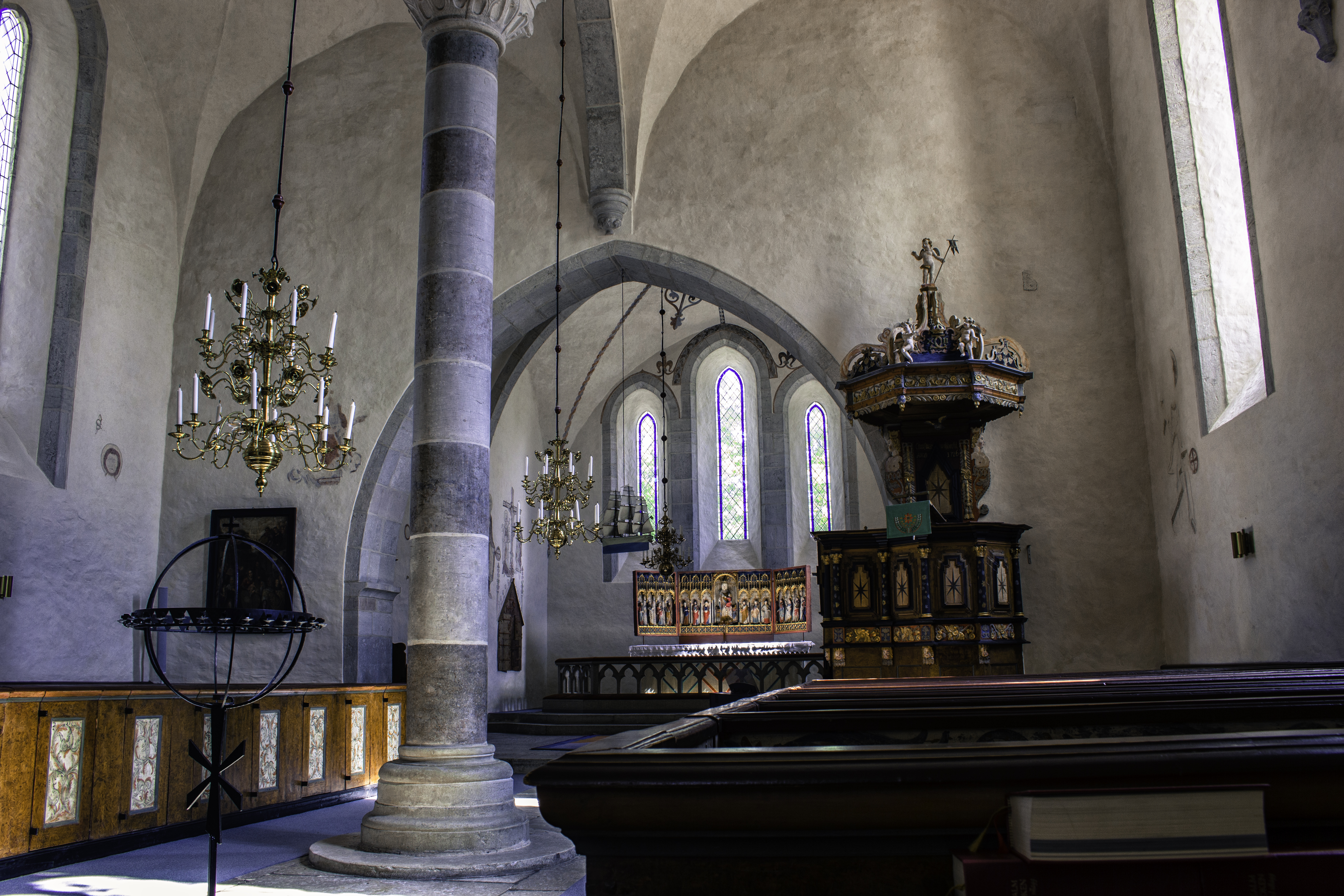
Wnętrze

Sklepienie nawy podtrzymywane jest dwiema centralnymi kolumnami. We wnętrzu widnieją nieliczne pozostałości średniowiecznych fresków, pochodzących prawdopodobnie z końca XIII wieku. Niektóre z malowideł wykorzystały detale architektoniczne, np. głowa namalowanego smoka wykorzystuje jeden ze wsporników. Inne freski mają charakter wyłącznie ozdobny, niektóre jednak przedstawiają wątki religijne, takie jak ukrzyżowanie Chrystusa czy różnych świętych.
Ołtarz pochodzi z przełomu XIV i XV wieku; przedstawia Maryję z Dzieciątkiem pośrodku i dwunastu apostołów po obu stronach. Niestety, w 1746 roku spora część figur została pomieszana i opatrzona błędnymi imionami. Posadzka kościoła zawiera szereg średniowiecznych płyt nagrobnych. Chrzcielnica wykonana jest z piaskowca i pochodzi z końca XVII wieku. Ambona powstała w 1718 roku, podobnie datowane są ławki. Organy to instrument z 1955 roku, z kolei w pomieszczeniu wieży znajdują się organy z 1819 roku.

## Otoczenie

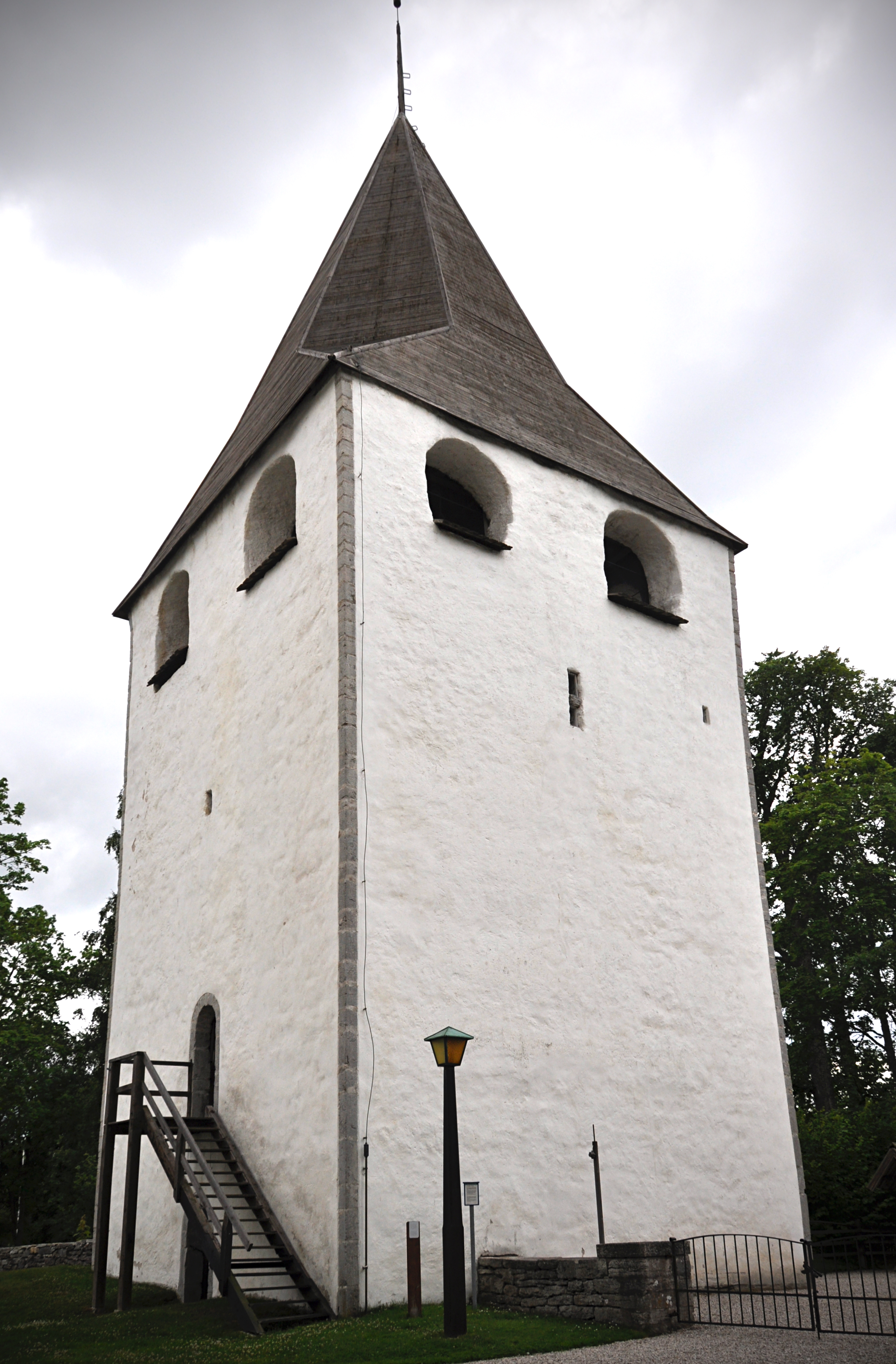
Wieża obronna

Tuż obok kościelnej wieży, wbudowana w mur okalający świątynny teren, stoi średniowieczna ceglana wieża obronna z XII wieku.